# Max Uthoff

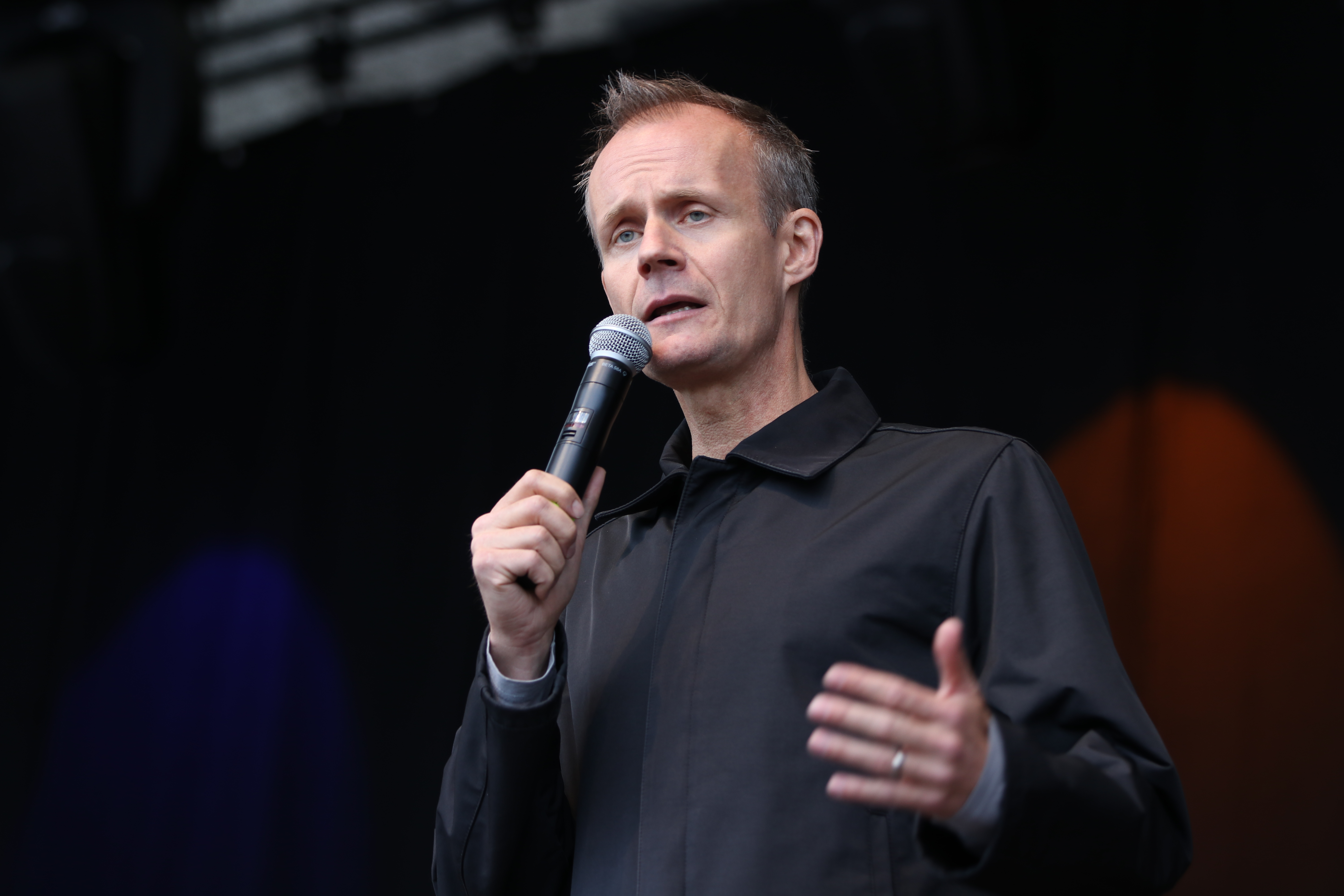
Max Uthoff (2018)

Maximilian „Max“ Uthoff (* 24. September 1967 in München) ist ein deutscher Kabarettist. Seit Februar 2014 präsentiert er gemeinsam mit Claus von Wagner und seit Juni 2024 mit Maike Kühl als Gastgeber die ZDF-Fernsehsendung Die Anstalt.

## Leben und Wirken
Max Uthoffs Vater Reiner Uthoff gründete 1965 das Münchner Rationaltheater und leitete es dreißig Jahre lang gemeinsam mit seiner Frau Sylvia Uthoff, bevor es zehn Jahre ruhte. Dort sammelte Max Uthoff erste Erfahrungen auf und hinter der Bühne. Er studierte Rechtswissenschaften und absolvierte 2002 das zweite Staatsexamen.
Ab 2006 nahm Max Uthoff den Betrieb des Rationaltheaters wieder auf, gab die Leitung im Juli 2008 jedoch ab, da seine zahlreichen Auftritte an anderen Spielstätten ihm für einen regelmäßigen Theaterbetrieb immer weniger Zeit ließen.
Seit 2007 tritt er als Solokünstler auf und versucht seitdem, „das kapitalistische System mit den Mitteln der Satire aus den Angeln zu heben.“ Sein erstes Kabarettprogramm trug den Titel Sie befinden sich hier!, ein Mitschnitt vom September 2010 erschien 2011 als Hörbuch.
Von 2011 bis 2013 war er als „Anstaltsanwalt“ regelmäßiger Gast der ZDF-Kabarettsendung Neues aus der Anstalt.
Der Hauptpreis des Bayerischen Kabarettpreises ging im Jahr 2020 an Max Uthoff. Seine Interpretationen des „Weltwahnsinns“ seien packend und mitreißend, erklärte der Bayerische Rundfunk. Außerdem entlarve er „sezierend Politikerlügen“ und klamüsere Wirtschaftszusammenhänge auseinander.
Max Uthoff verbindet seine Kapitalismuskritik mit der Klimakrise und fordert eine weltweite Revolution im Sinne des Klimaschutzes. Zur Bundestagswahl 2025 rief er zur Wahl der Linkspartei auf.
Uthoff lebt in München, ist verheiratet und hat zwei Töchter. Mit seiner Tochter Toni steht er als Gen X und Gen Z auf einer Bühne: „Einer zuviel“ heißt das erste gemeinsame Kabarett-Programm.

## Kontroversen
Anlässlich seiner Äußerungen zum Russisch-Ukrainischen Krieg seit 2014 und seiner Medienschelte in der achten Episode von Die Anstalt warf die Kolumnistin der Frankfurter Rundschau Uthoff „schablonenhaftes Schwarz-Weiß-Denken ohne intellektuelle Differenzierung“ vor. Er sei „ganz versessen auf das Märchen von der ferngesteuerten Ukraine und einem Russland, das sich einzig für die Sicherheit der unschuldigen ostukrainischen Bevölkerung in der Pflicht sieht, die – vom Nato-Teufel unterstützt – von einer Fascho-Regierung plattgebombt wird.“ Das könne „ein Ken Jebsen auf seinen Mahnwachen auch nicht besser.“
Für die Hessische/Niedersächsische Allgemeine führte Matthias Lohr ein Interview mit Uthoff, in dem er diesen als Deutschlands wichtigsten Kabarettisten bezeichnete. Zugleich fühle er sich angesichts von Uthoffs Aussage, die deutschen Medien steckten „mit dem Kopf im Arsch der Amerikaner“, an „die Kritik der Pegida-Demonstranten an der angeblich gleichgeschalteten Mainstream-Presse“ erinnert. Uthoff verteidigte sich, dass es „die Arbeit der Journalisten“ sei, „fein zu differenzieren“, sein Job als Kabarettist hingegen, „Missstände anzuprangern und sie satirisch zu überhöhen, manchmal bis zur Schmerzgrenze“. Der Vorwurf durch Journalisten an Die Anstalt sei deshalb nicht gerechtfertigt. Vielmehr fehle „die Differenzierung in der Ukraine-Krise […] etwa in der Süddeutschen Zeitung und der Zeit“. Man habe in der Anstalt „nie gesagt, dass Putin ein Engel wäre. Es geht darum, dass ein Bürgerkrieg angezettelt wird, […] an dem NATO und Amerikaner ganz bestimmte Interessen haben.“
Josef Joffe, damals Herausgeber der Wochenzeitung Die Zeit, führte einen Rechtsstreit gegen Uthoff, da dieser Joffe die Mitgliedschaft in Organisationen unterstellt hatte, die Lobbying betreiben würden, verlor aber zunächst vor dem Landgericht Hamburg. Das Oberlandesgericht Hamburg gab Joffe dann am 9. September 2015 recht und untersagte Uthoff die weitere Verbreitung oder Wiederholung der strittigen Aussagen. Am 10. Januar 2017 verwarf der Bundesgerichtshof das Urteil des OLG Hamburg und folgte der Auffassung der ersten Instanz, dass die satirische Darstellung eines Sachverhalts auch Verfremdungen enthalten dürfe.
Während des Bundestagswahlkampfs 2025 machte Uthoff gemeinsam mit seiner Frau Wahlwerbung für die Partei Die Linke und durfte daraufhin kurzfristig nicht an der Sendung Die Anstalt vom 11. Februar 2025 teilnehmen.

## Soloprogramme
- 2007 bis 2011: Sie befinden sich hier!
- 2011 bis 2014: Oben bleiben
- 2014 bis 2018: Gegendarstellung
- 2018 bis 2023: Moskauer Hunde
- seit Oktober 2023: Alles im Wunderland

## Diskografie
- Sie befinden sich hier! CD / 2011 – WortArt, Köln, ISBN 978-3-8371-0827-9.
- Oben bleiben CD / 2012 – WortArt, Köln, ISBN 978-3-8371-1595-6.
- Gegendarstellung CD / 2015 – WortArt, Köln, ISBN 978-3-8371-3087-4.

## Auszeichnungen
- 2007: Goldener Kleinkunstnagel
- 2007: Tam Basilisk[15]
- 2007: Amici Artium[15]
- 2008: Lüdenscheider Lüsterklemme
- 2009: St. Ingberter Pfanne Extra-Preis der Sparda-Bank
- 2009: Obernburger Mühlstein Publikumspreis
- 2010: Oltner Sprungfeder Jurypreis[15]
- 2010: Kultgaragenpreis Ennepetal Publikumspreis[15]
- 2010: Stuttgarter Besen Silberner Besen
- 2010: Thurn- und Taxis Kabarettpreis
- 2011: Deutscher Kabarettpreis Förderpreis
- 2011: Kleinkunstpreis Kenzinger Original Publikumspreis[15]
- 2012: Deutscher Kleinkunstpreis in der Sparte Kabarett
- 2013: Bayerischer Kabarettpreis in der Sparte Senkrechtstarter
- 2013: Stern des Jahres der Münchener Abendzeitung in der Kategorie „Kabarett“[16]
- 2015: Grimme-Preis für Die Anstalt in der Kategorie Unterhaltung (gemeinsam mit Claus von Wagner und Dietrich Krauß)[17]
- 2015: Marler Medienpreis für Menschenrechte Sonderpreis für Die Anstalt (gemeinsam mit Claus von Wagner, Dietrich Krauß und Frank Hof)[18]
- 2016: Deutscher Fernsehpreis für Die Anstalt in der Kategorie Beste Comedy/Kabarett (gemeinsam mit Claus von Wagner, Dietrich Krauß und Stephan Denzer)[19]
- 2016: Kleinkunstpreis der Stadt Aschersleben für Die Anstalt (gemeinsam mit Claus von Wagner, Dietrich Krauß und dem Produktionsteam des ZDF)[20]
- 2017: UmweltMedienpreis der Deutschen Umwelthilfe für Die Anstalt (gemeinsam mit Claus von Wagner und Dietrich Krauß)[21]
- 2018: Hessischer Kabarettpreis Ehrenpreis Ahle Worscht
- 2019: Schweizer Kabarett-Preis Cornichon[22]
- 2019: Deutscher Kabarettpreis Hauptpreis[23][24]
- 2020: Bayerischer Kabarettpreis Hauptpreis[25]
- 2021: Bayerischer Fernsehpreis[26] für Die Anstalt (gemeinsam mit Claus von Wagner)
- 2022: Gaul von Niedersachsen[27]
- 2025: Dieter-Hildebrandt-Preis[28]